# 언제나 준비

미국 해안경비대의 기에 쓰여져 있는 "Semper paratus"

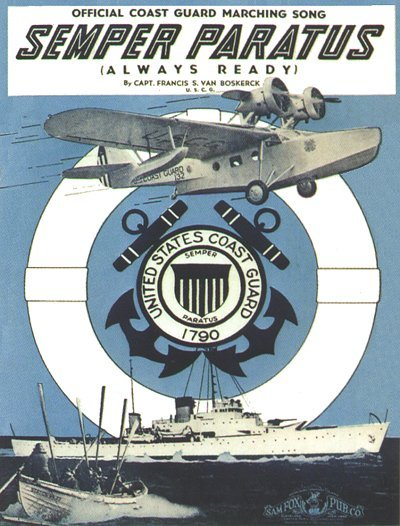
프란시스 S. 반 보스커크가 1928년에 작곡한 "Semper paratus"의 음반 그림

언제나 준비(라틴어: Semper paratus 셈퍼 파라투스[*], 영어: Always Ready)는 라틴어로 표기된 구호로, 가끔씩 Semper par라고 줄여서 외치기도 하였다고 한다. 대표적으로 미국 해안경비대의 구호로도 알려져 있으며, 1928년에 작곡된 같은 이름의 군사 행진곡도 있다.